# Murs Rules the World
 (novembre 2023).
Si vous disposez d'ouvrages ou d'articles de référence ou si vous connaissez des sites web de qualité traitant du thème abordé ici, merci de compléter l'article en donnant les références utiles à sa vérifiabilité et en les liant à la section « Notes et références ».
Albums de Murs
Good Music
(1999) Murs Is My Best Friend
(2002)
Murs Rules the World est le troisième album studio de Murs, sorti le 10 octobre 2000 sur le label indépendant Veritech Records.

## Liste des titres
| No  | Titre                    | Producteur(s)  | Durée |
| --- | ------------------------ | -------------- | ----- |
| 1.  | Murs Rules the World     | Oso            | 3:11  |
| 2.  | Living Legend            | Mum's The Word | 3:00  |
| 3.  | I Hate Your Boyfriend    | Mum's The Word | 4:23  |
| 4.  | All Day                  | Mum's The Word | 3:50  |
| 5.  | Making Music             | Diverse        | 2:20  |
| 6.  | Slob My Nob              | Oso            | 3:11  |
| 7.  | Cha Cha Cha Interlude    | Mum's The Word | 0:57  |
| 8.  | Way Tight                | Mum's The Word | 3:30  |
| 9.  | In the Zone              | Mum's The Word | 3:02  |
| 10. | I Did It Like That       | Mum's The Word | 3:18  |
| 11. | You Want My Move? (2002) | Javier Mosley  | 4:50  |
| 12. | Like What                | Gandalf        | 3:25  |
| 13. | Sucks to Be You          | Mum's The Word | 4:13  |
| 14. | Way Tight Rmx            | Mum's The Word | 2:51  |